# Laphria index
Laphria index là một loài ruồi trong họ Asilidae. Laphria index được McAtee miêu tả năm 1919.